# Floyd Smith
Floyd Smith (St. Louis, 25 januari 1917 – Indianapolis, 29 maart 1982) was een Amerikaanse jazzgitarist, componist en producent.

## Biografie
Floyd Smith was de zoon van een drummer, leerde als kind eerst ukelele spelen en begon zijn muziekcarrière in territory bands zoals bij Eddie Johnsons Crackerjacks. Tijdens de jaren 1930 werkte hij bij Dewey Jackson en het Jeter-Pillars Orchestra, waar hij voor de eerste keer bij opnamen e-gitaar speelde. Daarna verhuisde hij naar New York, waar hij optrad met de Sunset Royal Entertainers in het  Apollo Theater in Harlem. Van 1938 tot 1942 was hij lid van de band van Andy Kirk en werd hij bekend door zijn opname van Floyd's Guitar Blues (1939), waarbij hij een steelgitaar gebruikte. Tijdens deze periode ontstonden ook opnamen met Mildred Bailey en Mary Lou Williams.
Na de militaire diensttijd tijdens de Tweede Wereldoorlog werkte hij weer met Kirk (tot 1946) en had hij in Chicago een eigen trio. Smith bracht tijdens de jaren 1950 ook enkele platen uit onder zijn eigen naam: Floydnasty, Gloomy Evening, After Yours en Me and You, waarbij hij werd begeleid door het orkest van Horace Henderson. Verder speelde hij met Wild Bill Davis, Chris Columbus en verschillende orkesten in St. Louis. Van 1959 tot 1964 ging hij op Amerikaanse en Europese tournees met Bill Doggett. Eind jaren 1960 trad hij op in een duo met Hank Marr in Atlantic City en begin jaren 1970 was hij weer in Europa en nam hij platen op met Al Grey, Buddy Tate en Wild Bill Davis. Tijdens deze periode was hij ook werkzaam als muziekproducent, had hij in Chicago een eigen label en produceerde hij disco- en gospelmuziek, o.a. van Loleatta Holloway, met wie hij later trouwde.

## Discografie
- 2002: Relaxin’ with Floyd - The Definitive Black & Blue Sessions met Wild Bill Davis en Chris Columbus